# Torkoal
Torkoal (japanski: コータス Kōtasu) jedan je od 1025 fiktivnih vrsta Pokémona iz medijske franšize Pokémon, skupa Pokémon videoigara, animiranih serija, manga stripova, knjiga, igraćih karata i drugih medija kojima je tvorac Satoshi Tajiri. Svrha je Torkoala u videoigrama, animiranoj seriji i manga stripovima, kao i svrha ostalih Pokémona, borba s divljim Pokémonima – neukroćenim stvorenjima koje igrači i likovi pronalaze dok kreću na razne avanture – i pripitomljenim Pokémonima drugih Pokémon trenera.
Torkoalovo je ime kombinacija engleskih riječi "tortoise" = kornjača, i "coal" = ugljen. Torkoalov se lik temelji na liku nasrtljive kornjače. Vatreni je Pokémon koji nema evolucijskog lanca.

## Biološke karakteristike
Torkoal nalikuje na crvenu kornjaču. Izdiše uvijek prisutan oblak dima kroz svoje nosnice i kroz rupe na njegovu tijelu te ima tamnosivi kameni oklop. Hrani se ugljenom. Prije puštanja igara Pokémon Ruby i Sapphire u prodaju, fanovi su nagađali da je Torkoal zapravo nova evolucija Magcarga, ali, bili su u krivu, jer je ispalo da je Torkoal zapravo Elementarni Pokémon koji nema evolucijskog lanca te je zapravo manji od Magcarga. Pomalo nalikujući na Magcarga, Torkoal zapravo dolazi na mjesto poslije njega u Pokédexu, što je izazvalo još veću zbunjenost kod fanova.
Torkoal puni šupljine u svome oklopu ugljenom i sagorijeva ga – Torkoal oslabi, a njegova se volja sruši ako nema dovoljno zaliha ugljena u blizini. Pretražit će čitave planine kako bi ga pronašao. Kada biva napadnut, Torkoal ispušta gusti crni dim kako bi se povukao na sigurno bez opasnosti da će ga neprijatelj opaziti. Ako nije u stanju ispustiti dim, Torkoalu je potrebna nova zaliha ugljena. Ispuštajući dim iz svojih nosnica, Torkoal istovremeno ispušta zvuk nalik sireni lokomotive.

## U videoigrama
U pravilu, Torkoal je zanemaren i rijetko upotrebljavan Pokémon u kompetitivnim igrama. Njegova je Defense statistika njegov najviši i najbolji adut, ali mu je Speed status veoma nizak, čineći ga jako sporim, što je logično, jer se ovaj Pokémon temelji na kornjači. Mnogi igrači ignoriraju ga zbog njegove nemogućnosti da evoluira u snažnijeg Pokémona. Doduše, Torkoal je koristan Pokémon, jer je sposoban naučiti neke snažne i zanimljive tehnike, poput Muljevite Bombe (Sludge Bomb), Kletve (Curse) i Eksplozije (Explosion).
Torkoal postaje izvanredan Tanker u Pokémon kompetitivnim igrama zahvaljujući njegovoj izvanrednoj obrambenoj statistici i sposobnosti da prirodno nauči Čeličnu obranu (Iron Defense) i Amneziju (Amnesia). Uz tehniku Sna (Rest) i snažnom napadačkom tehnikom, Torkoal može potrajati u kompetitivnim igrama. Torkoal je, isto tako, veoma dobar korisnik Toksina (Toxic), zbog svoje izdržljivosti u borbama.
Doduše, Torkoal nema prevelike šanse u borbi protiv brzih Vodenih Pokémona poput Milotica i Politoeda.
Torkoal je dostupan u igrama Pokémon Ruby, Sapphire i Emerald, gdje ga se može uhvatiti na Vatrenom putu (u Pokémon Emerald igri, može ga se pronaći i u skrovištu Tima Magme). Torkoalova je Pokémon sposobnost Bijeli dim (White Smoke), što sprječava protivnike da snize njegove statistike. Torkoal je inače okružen bijelim dimom, te je logično da ima ovu sposobnost. Isto tako, Torkoal je jedini Pokémon koji posjeduje ovu Pokémon sposobnost.
Torkoal može naučiti Erupciju (Eruption), snažan Vatreni napad, ako ga se uzgaja s Cameruptom (koji prirodno uči Erupciju). Ovaj je napad snažniji od Vatrene eksplozije (Fire Blast), ali gubi na moći kako Torkoal gubi HP-e.

## U animiranoj seriji
Flannery, Vođa dvorane grada Lavaridgea, ima Torkoala i koristi ga u dvoranskim borbama.
Nekoliko epizoda kasnije, u Čeličnoj dolini, Ash i prijatelji pomažu zaštiti Torkoala od Steelixa, zaštitara Čelične doline. Nakon što ga spasi, Ash se sprijatelji s njim i uhvati ga. Njegov Torkoal pokazuje veliku količinu privrženosti i naklonosti ka Ashu, i obično počne plakati u nasumičnim trenucima jer ima veoma nizak prag samopouzdanja i obično sve čini pogrešno, poput uranjanja u ocean. Nakon što se vratio u Kanto kako bi prisustvovao u Borbama bez granica (Battle Frontier), Ash je ostavio Torkoala i Glaliea s profesorom Oakom. Kasnije ga je ponovo vratio u svoj tim kako bi se s njim suprotstavio Brandonovom Registeelu. Nakon duge i iscrpljujuće borbe, Registeel je odnio pobjedu.